# Dean Malenko
Dean Malenko, pseudonimo di Dean Simon (Irvington, 4 agosto 1960), è un dirigente sportivo ed ex wrestler statunitense, attualmente sotto contratto con la All Elite Wrestling, dove svolge il ruolo di capo produttore.
Nel corso della sua carriera ha lottato nella World Championship Wrestling, nella Extreme Championship Wrestling e nella World Wrestling Federation. In WWF ha vinto due volte il Light Heavyweight Championship.

## Carriera
Malenko iniziò la carriera lottando in federazioni di tutto il mondo, come federazioni messicane e giapponesi. Negli Stati Uniti lottò in coppia con suo fratello Joe, fino al ritiro di quest'ultimo. Da singolo vinse il Suncoast Pro Wrestling Southern title e il ICWA Light Heavyweight title, entrambi nel 1992.
Malenko raggiunge la fama in Extreme Championship Wrestling, con la gimmick di "The Shooter", simile ad un lottatore della Ultimate Fighting Championship. In ECW Malenko vincerà gli ECW Tag Team Championship in coppia con Chris Benoit e il ECW Television title per due volte. Durante il secondo regno inizia una lunga faida contro Eddie Guerrero, durante la quale si due vengono notati dai dirigenti della World Championship Wrestling, che gli offrono un contratto. Malenko accetta subito, prima di finire la faida con Guerrero e in un Two-out-of-Three Falls match finito in parità.
Nel settembre 1995 Malenko debutta in WCW. Qui vincerà numerosi titoli come il WCW Cruiserweight Championship vinto per quattro volte, il WCW United States Championship e i WCW World Tag Team Championship vinti col suo vecchio compagno Chris Benoit. Ha avuto inoltre una lunga faida con Chris Jericho. Jericho si farà chiamare "The Man of 1,004 Holds" in contrapposizione a "The Man of 1,000 Holds", ossia Malenko. Inizialmente Jericho dominerà la faida infliggendo a Malenko una lunga serie di sconfitte, fino a costringerlo ad un ritorno a casa. Malenko tornerà poi mesi dopo sotto la maschera di Ciclope vincendo una Battle Royal per diventare il primo sfidante di Jericho, che poi batterà.
Durante la fine della sua carriera in WCW, Malenko sarà parte di numerose stable, come i Four Horsemen e la "Revolution".
Lasciata la WCW nel 2000, Malenko andrà nella World Wrestling Federation debuttando a Raw il 31 gennaio 2000. Qui sarà parte dei Radicalz, un gruppo di ex wrestler WCW, come Benoit, Guerrero e Perry Saturn. Così come in WCW, Malenko sarà uno dei punti cardine della divisione dei pesi leggeri. Vincerà per due volte il WWF Light Heavyweight Championship, per poi avere una faida con i suoi ex compagni dei Radicalz dopo lo scioglimento del gruppo. Questo porterà ad un match a tre a Judgment Day fra Malenko, Saturn e Guerrero, vinto da quest'ultimo.
Dopo un periodo di pausa, tornò e riformò i Radicalz. Successivamente divenne Double Ho Seven, una parodia di James Bond. Rivincerà poi il WWF Light Heavyweight Championship per poi ritirarsi nel 2001. Da allora ricopre la carica di Road Agent. Dal suo ritiro è apparso in poche occasioni negli show della WWE, l'ultima delle quali dopo la puntata di Raw del 23 aprile 2012 durante i festeggiamenti del 35º compleanno di John Cena.
Dean Malenko è anche uno dei "Three Amigos", da cui il nome della mossa di Eddie Guerrero, insieme proprio allo stesso Guerrero e a Chris Benoit.
Ad oggi è l'unico wrestler ad essere stato classificato primo nella PWI 500 senza aver mai vinto un titolo mondiale.

## Personaggio

### Mosse finali
- Cloverleaf, a volte preceduta da una Double underhook powerbomb

### Soprannomi
- "Double Ho Seven"
- "The Iceman"
- "The Man of 1.000 Holds"
- "The Shooter"

## Titoli e riconoscimenti
- Extreme Championship Wrestling
  - ECW World Television Championship (2)
  - ECW World Tag Team Championship (1) – con Chris Benoit
- International Championship Wrestling Association
  - ICWA Light Heavyweight Championship (1)
- Pro Wrestling Illustrated
  - 1º tra i 500 migliori wrestler singoli nella PWI 500 (1997)
  - 161º tra i 500 migliori wrestler singoli nella PWI Years 500 (2003)
- Suncoast Pro Wrestling
  - SPW Southern Heavyweight Championship (1)
- World Championship Wrestling
  - WCW United States Heavyweight Championship (1)
  - WCW Cruiserweight Championship (4)
  - WCW World Tag Team Championship (1) – con Chris Benoit
- World Wrestling Entertainment
  - WWE Light Heavyweight Championship (2)
- Wrestling Observer Newsletter
  - Feud of the Year (1995) – vs. Eddie Guerrero
  - Best Technical Wrestler (1996, 1997)